# Massimo Fabbrizi
Massimo Fabbrizi (né le 27 août 1977 à San Benedetto del Tronto) est un tireur sportif, spécialiste de la fosse olympique. 
Aux Jeux olympiques d'été de 2012 à Londres, il termine ex aequo avec le Croate Giovanni Cernogoraz avec 146 points, et obtient la médaille d'argent après avoir été défait en barrage pour la médaille d'or.

## Palmarès
- Championnats du monde de fusil de chasse 2011, Trap